# Mudvayne
Mudvayne (Мадвейн) — американський метал-гурт, з міста Пеорія, Іллінойс, заснований 1996 року. Гурт відомий своїм нестандартним підходом до структури пісень та особливим візуальним стилем.

## Учасники
Теперішні
- Чад Ґрей (Chad Gray) — спів, ритм-гітара
- Ґреґ Триббетт (Greg Tribbett) — гітара, бек-вокал
- Раян Мартіні (Ryan Martinie) — бас-гітара, бек-вокал (з 1998)
- Метью МакДоноу (Matthew McDonough) — ударні, перкусія

Колишні
- Шон Барклай (Shawn Barclay) — бас-гітара (1996—1998)

## Дискографія
- L.D. 50 (2000)
- The End of All Things to Come (2002)
- Lost and Found (2005)
- The New Game (2008)
- Mudvayne (2009)